# Dipartimento per la cultura, i media e lo sport
Il Dipartimento per la cultura, i media e lo sport (in inglese: Department for Culture, Media and Sport, DCMS) è il dipartimento governativo del governo del Regno Unito responsabile della cultura e dello sport e di alcuni aspetti dei media,, nonché il turismo e l'economia digitale. Il ministero è stato anche il principale responsabile del governo per le Olimpiadi estive del 2012 e per i Giochi paralimpici estivi del 2012.

## Storia
Il ministero è stato istituito come Dipartimento per il patrimonio nazionale (in inglese: Department of National Heritage) nell'aprile 1992, attraverso la fusione di diversi ministeri esistenti. È stato ribattezzato Dipartimento per la cultura, i media e lo sport il 14 luglio 1997 sotto il governo di Tony Blair. Dal 2017 al 2023 il nome è stato cambiato in Dipartimento per il digitale, la cultura, i media e lo sport.
Ha sede in Parliament Street nella Città di Westminster.

## Responsabilità
Il Dipartimento per la cultura, i media e lo sport è responsabile delle politiche governative che riguardano:
- Le arti
- La produzione radiofonica e televisiva
- L'industria creativa, ovvero la pubblicità, il mercato delle arti, il design, la moda, i film e l'industria musicale
- Il patrimonio
- i giochi d'azzardo
- le biblioteche
- i musei
- la Lotteria nazionale
- la libertà e regolamentazione della stampa
- gli sport
- il turismo.

Per quanto riguarda il design, nonché i rapporti con l'industria dei videogiochi, il dipartimento agisce di concerto con il Dipartimento per gli affari, l'innovazione e le competenze.
È anche l'attuale proprietario di Channel 4.
Gestisce anche la Government Art Collection e la Crown Estate.
Inoltre, cultura, sport e turismo sono aree decentralizzate, gestite dai dipartimenti competenti in Scozia, Irlanda del Nord e Galles. Il Dipartimento della cultura è quindi responsabile del turismo solo in Inghilterra.

## Direzione
Il dipartimento è diretto da un Segretario di Stato, che siede d'ufficio nel Gabinetto ed è coadiuvato da tre Sottosegretari di Stato parlamentari responsabili delle diverse aree di intervento del DCMS.
L'attuale team ministeriale DCMS è:
- Segretario di Stato per la cultura, i media e lo sport: Lisa Nandy, MP
  - Ministro di Stato per lo sport, i media e le industrie creative: vacante, MP
    - Sottosegretario di Stato parlamentare per lo sport, il turismo e il patrimonio: vacante, MP
    - Sottosegretario di Stato parlamentare per la società civile: vacante
- Segretario permanente: vacante.